# Američki bukavac
Američki bukavac (Botaurus lentiginosus) je ptica močvarica iz porodice čaplji.

## Opis
Ovo je velika, zdepasta ptica smeđe boje slična bukavcu nebogledu iz Europe. Duga je 59-70 cm, s rasponom krila od 95-155 cm. 
Iako brojan u većini svog regiona, amreički bukavac je često dobro skriven u močvarama i vlažnim travnjacima. Ako osjeti da primijećen, nepokretno stoji s kljunom uperenim prema nebu, zabog čega se stopi s trskom. Najaktivniji je u sumrak. Zov zvuči kao duboko bubnjanje. 
Kao i svi pripadnici porodice čaplji, američki bukavac se hrani beskralježnjacima, ribom, kukcima i malenim gmazovima.
Zimuje na jugu SAD-a i Srednje Amerike. Kako se sele daleko, u rijetkim slučajevima zalutaju do Europe, do Velike Britanije i Irske. Gnijezdi se na izoliranim mjestima. Ženka gradi gnijezdo, a mužjak ga štiti. Ženka inkubira dva ili tri jajeta 34 dana, a ptići napuštaju gnijezdo nakon 6-7 tjedana.
Ne postoje podvrste američkog bukavca, ali je u kasnom Pleistocenu živjela manja podvrsta, nazvana B. l. columbianus. 
Brojnost ove vrste se smanjuje zbog gubitka staništa.